# 싱아
싱아는 마디풀과의 여러해살이풀이다. 중화인민공화국과 대한민국을 위시해 아시아 온대 지역과 스페인 비롯해 구주 전역에 분포하며 산록에서 흔히 자란다.

## 생태
높이 1m 내외이고 가지가 많이 갈라지며 털이 없다. 대체로 곧추 자라며 둥글고 단단하다. 잎은 어긋나고 피침형으로 양 끝이 좁고 가장자리에 물결 모양 톱니가 있다. 길이 6센티미터에서 10센티미터, 너비 2.5센티미터에서 5센티미터이다. 꽃은 6월에서 8월에 피고 백색이며 커다란 원추꽃차례에 달린다. 포는 작고 꽃이 각각 2개에서 3개 달린다. 가지 끝이나 잎겨드랑이에 꽃차례가 달리는데 양성화이다. 열매는 수과로 7월에서 8월쯤 여문다.

## 쓰임새
봄에 뜯은 어린 잎과 줄기는 나물로 먹는다. 어린 대는 신맛이 있어 날로 먹는다. 한방에서 수렴제, 폐렴·기침 치료제로 쓰기도 한다.

## 사진

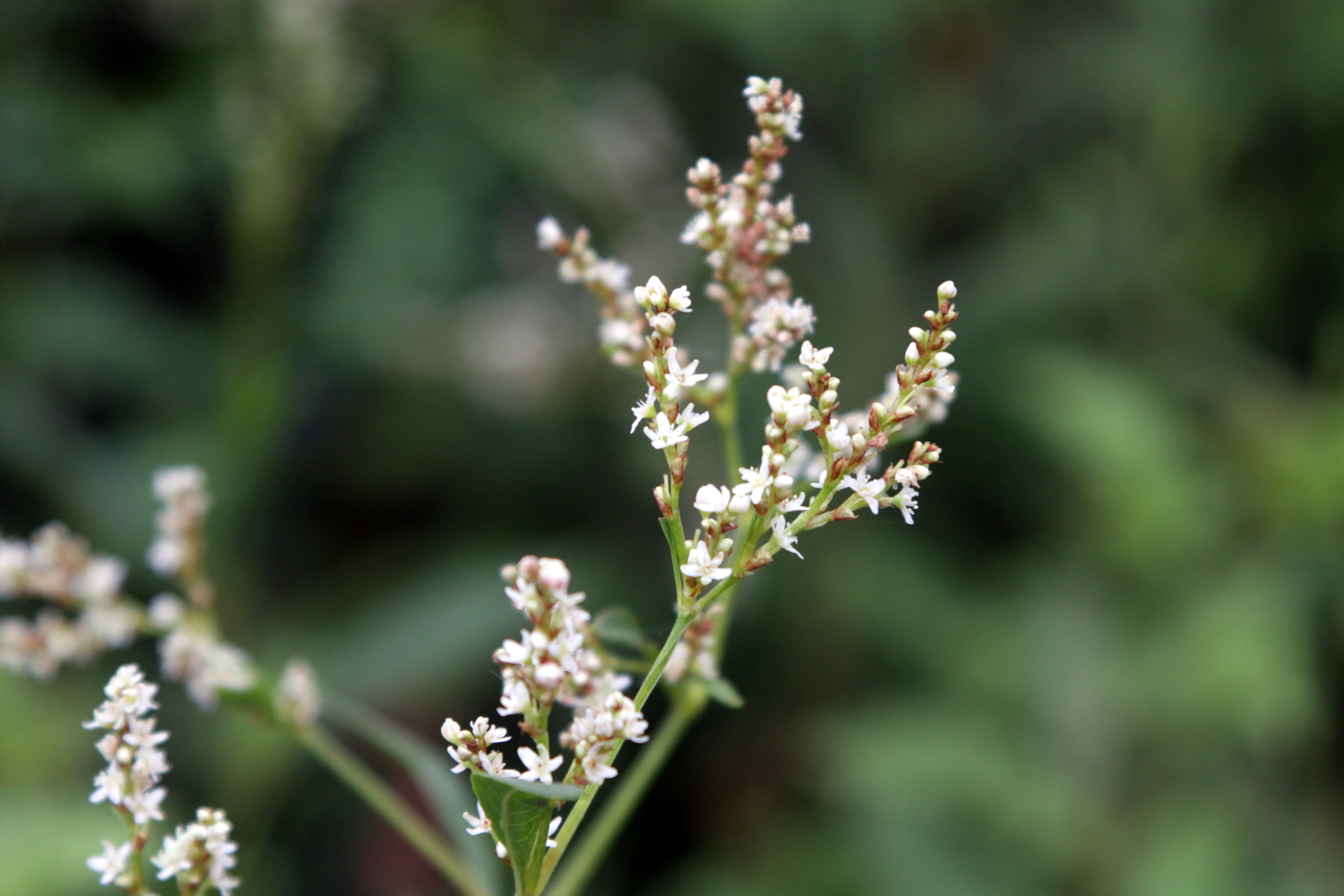
꽃
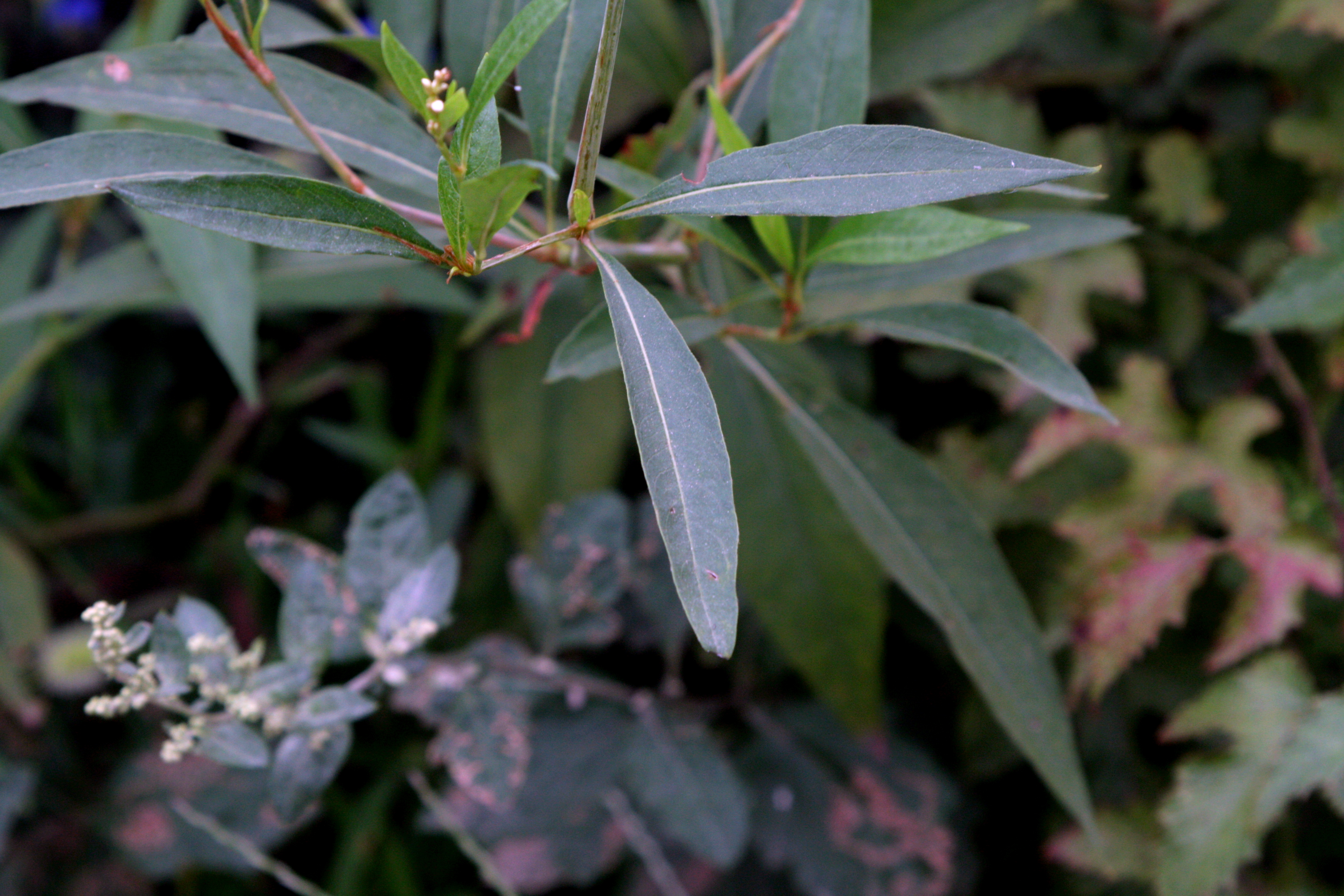
잎
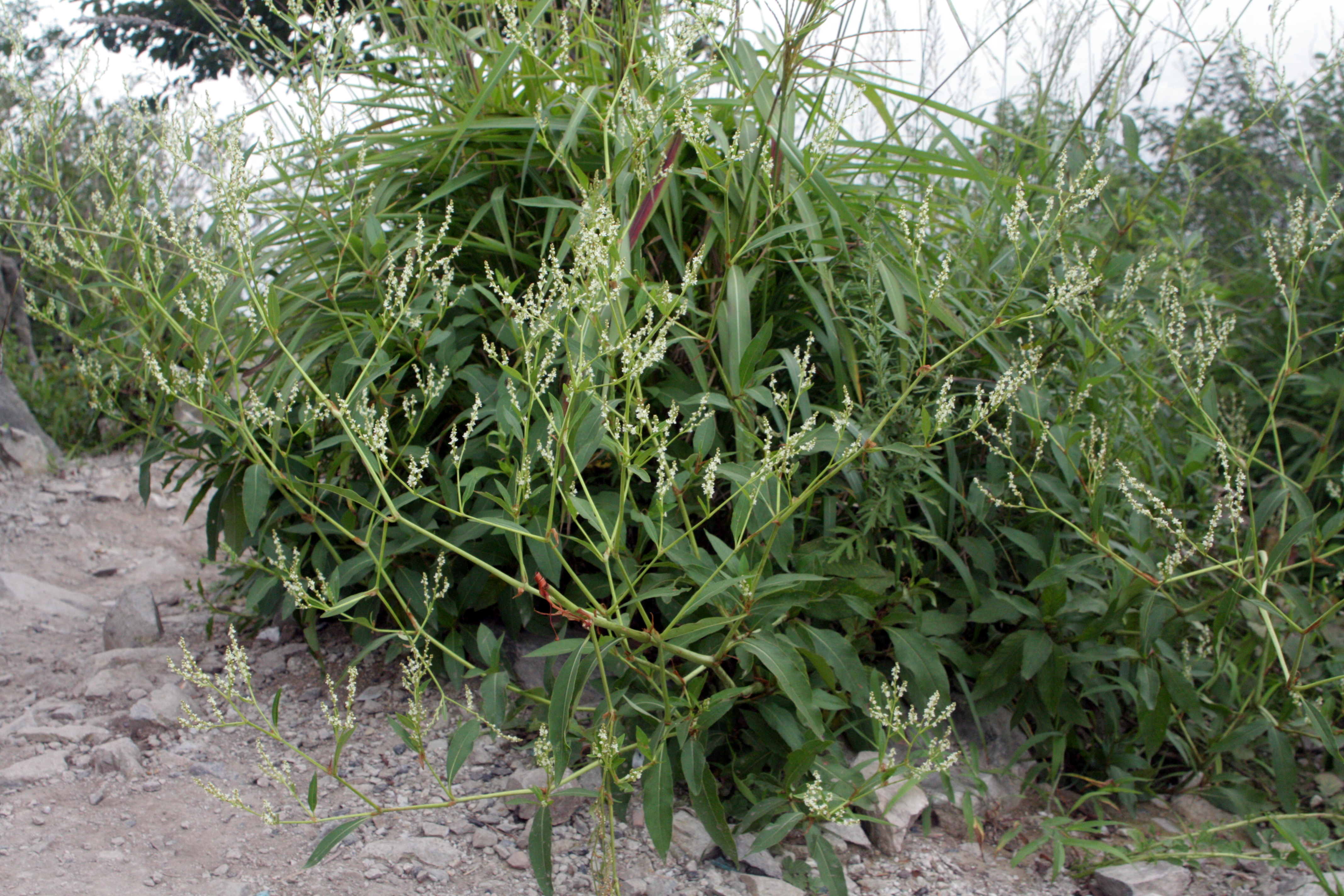
가지가 많이 갈라진다.

## 문학 속의 싱아
박완서의 소설 《그 많던 싱아는 누가 다 먹었을까》에서 언급된다.